# كلايف ستافورد
كلايف ستافورد (بالإنجليزية: Clive Stafford)‏ (4 أبريل 1963 بإبسوتش في المملكة المتحدة - ) هو لاعب كركيت ولاعب كرة قدم بريطاني في مركز الدفاع. لعب مع كولتشستر يونايتد ونادي إكزتر سيتي وبري تاون وAchilles F.C. ‏ وFelixstowe & Walton United F.C. ‏ ونادي ديس تاون ‏ وSudbury Town F.C. ‏.